# جان كلود كوربيل
جان كلود كوربيل هو معجمي كندي، ولد في 3 أبريل 1932 في مونتريال في كندا.